# 尚迪阿莱格里亚
尚迪阿莱格里亚是巴西伯南布哥州的一个市镇。总面积58.299平方公里，总人口11000人，人口密度188.7人/平方公里。